# Laurent Saïdane
Pour les articles homonymes, voir Saïdane.
Laurent Saïdane est un karatéka français surtout connu pour avoir remporté l'épreuve de kumite individuel masculin moins de 65 kilos aux championnats d'Europe de karaté 1977, organisés à Paris.

## Résultats
| Résultat      | Date | Épreuve                   | Catégorie | Compétition                | Ville hôte       |
| ------------- | ---- | ------------------------- | --------- | -------------------------- | ---------------- |
| Médaille d'or | 1977 | Kumite individuel - 65 kg | Seniors   | Championnats d'Europe 1977 | Paris, en France |